# Зебровая цапля
Зебровая цапля (лат. Zebrilus undulatus) — вид птиц из семейства цаплевых. Единственный вид рода Zebrilus.

## Распространение
В ареал входят Боливия, Бразилия, Колумбия, Эквадор, Французская Гвиана, Гайана, Перу, Суринам, Венесуэла. Естественной средой обитания являются субтропические и тропические болота.

## Описание
Оперение взрослой особи в целом серое. Высота около 32 см.

## Биология
Ведут отшельнический образ жизни.